# Kulminacija
Kulminacija je v astronomiji trenutek (čas), ko nebesno telo pri svojem gibanju po nebesni krogli doseže največjo (najnižjo) altitudo nad (pod) horizontom. To pomeni tudi, da je to čas ko nebesno telo prečka nebesni poldnevnik opazovalca.
Beseda izhaja iz latinske besede »culmen«, kar pomeni vrh, višek. 

Vsako nebesno telo prečka nebesni poldnevnik dvakrat dnevno. Ko je telo na najvišji točki nebesne krogle pravimo, da je to zgornja kulminacija. Prav tako je telo vsak dan enkrat v najnižji točki, to je spodnja kulminacija. Običajno pod izrazom »kulminacija« mislimo zgornjo kulminacijo nebesnega telesa.
Za opazovalce na severni polobli je zgornja točka kulminacije v smeri od severnega pola proti jugu ali pa je pod horizontom.
V odvisnosti od altitude nebesnega telesa lahko nastopijo trije primeri:
- zgornja kulminacija je nad obzorjem, spodnja je pod obzorjem (telo vzhaja in zahaja)
- zgornja in spodnja kulminacija je nad obzorjem (telo nikoli ne zaide)
- zgornja in spodnja kulminacija sta vedno pod obzorjem (telo nikoli ne vzide, nikoli ni vidno)

Čas med eno in drugo zgornjo kulminacijo je okoli 24 ur. Med zgornjo in spodnjo kulminacijo pa mine 12 ur.
Sončev dan je čas, ki poteče med dvema kulminacijama Sonca, siderski dan pa je čas, ki poteče med dvema zaporednima kulminacijama iste zvezde stalnice. Ker ima tudi Sonce lastno gibanje, je sončni dan daljši kot siderski dan. Srednja razlika med obema časoma je 1/365,24219, ker potrebuje Zemlja za en obhod okoli Sonca 365,24219 dni.

## Določanje altitude
Običajno podajamo kulminacijo kot vrednost altitude nebesnega telesa v kotnih merskih enotah.

Na severni polobli Zemlje je zgornja altituda enaka :
{\displaystyle h_{\mathrm {ZG} }=\delta +90^{\circ }-\varphi }
Spodnja altitude pa se izračuna na naslednji način:
{\displaystyle h_{\mathrm {SP} }=\delta -90^{\circ }+\varphi }
V obeh primerih je 
- δ deklinacija
- φ geografska širina na kateri je opazovalec

Nebesna telesa za katera velja δ> 90°- φ nikoli ne gredo za obzorje, vedno so nad obzorjem. Takšna telesa imenujemo cirkumpolarna.
Nebesna telesa, ki imajo deklinacijo med 90°- φ in -90°+ φ, imajo samo zgornjo kulminacijo nad horizontom to pomeni, da vzhajajo in zahajajo (podobno kot Sonce v naših zemljepisnih širinah). Vsi južni objekti, za katere velja δ< -90°+ φ, z ozemlja Slovenije niso nikoli vidni, ker imajo zgornjo in spodno kulminacijo pod obzorjem.

## Lastnosti

### Na severnem polu
Na severnem geografskem polu je nebesni severni pol v zenitu, ekvator pa leži na obzorju. Ker zvezde navidezno krožijo okoli severnega nebesnega pola nikoli ne zaidejo ali vzidejo. Kadar je Sonce nad nebesnim ekvatorjem (po spomladanskem enakonočju), je tudi vedno nad obzorjem. Tako v juniju dela kroge nad obzorjem (okoli 21. junija je približno 23,5° nad obzorjem). Nad obzorjem ostane 24 ur na dan. Ob jesenskem enakonočju se Sonce spusti pod ekvator in je tudi pod horizontom vseh 24 vsak dan do pomladanskega enakonočja. Takrat se dvigne nad ekvator.

### Na srednjih severnih zemljepisnih širinah
Na naših zemljepisnih širinah je severni nebesni pol med zenitom in smerjo proti severu (položaj je odvisen od zemljepisne širine). Nekatere zvezde so vedno nad obzorjem (cirkumpolarne), večina jih pa vzhaja na vzhodu in zahaja na zahodu. V bližini južnega obzorja vidimo tudi zvezde, ki so pod nebesnim ekvatorjem (na severnem polu jih nikoli ne morejo videti, ker so pod obzorjem). Ob pomladanskem in jesenskem enakonočju Sonce vzhaja točno na vzhodu in zahaja na zahodu. Ob poletnem solsticiju (21. junij) Sonce vzhaja malo severneje od vzhoda in tudi zahaja malo severneje, zato je tudi nad obzorjem več kot 12 ur. Ob zimskem solsticiju (21. december) Sonce vzhaja malo južneje od vzhoda in zahaja tudi malo južneje od zahoda. Tako je nad obzorjem manj kot 12 ur.

### Na ekvatorju
Na ekvatorju je za opazovalca severni nebesni pol na severnem horizontu, južni nebesni pol je na južnem horizontu. Nebesni ekvator poteka preko opazovalčevega zenita. Ob poletnem solsticiju (21. junij) Sonce vzhaja malo severneje od vzhoda in zahaja severnje od zahoda, Ob zimskem solsticiju (21. december) pa vhaja malo južneje od vzhoda in tudi zahaja malo južneje od zahoda. Vedno je nad obzorjem 12 ur, kulminira pa zelo visoko na nebu.

### Na srednjih južnih zemljepisnih širinah
Na srednjih južnih zemljepisnih širinah je severni nebesni pol vedno pod horizontom. Južni nebesni pol pa je nekje med zenitom in južnim horizontom (položaj je odvisen od zemljepisne širine). Sonce vedno kulminira severno od zenita.Ob poletnem solsticiju Sonce vzhaja malo severneje od vzhoda in zahaja malo severneje od zahoda. Ob zimskem solsticiju pa vzhaja malo južneje od vzhoda in zahaja malo južneje od zahoda.

### Na južnem polu
Na južnem polu je južni nebesni pol v zenitu in nebesni ekvator leži na obzorju. Vidi se celotna južna nebesna polobla. Zvezde ne vzhajajo niti ne zahajajo. Pozimi naredi Sonce cel krog po nebesni krogli, vendar vedno na isti altitudi. Sonce je 21. decembra približno 23,5° nad obzorjem vseh 24 ur vsak dan.

## Kulminacija  Sonca
Sonce je na Slovenskem vidno samo ob zgornji kulminaciji, ni pa vidno ob spodnji kulminaciji. Točno opoldne je na nebesnem poldnevniku točke, iz katere ga opazujemo. Pozimi je v krajih, ki so blizu severnega pola, pod horizontom v zgornji in v spodnji kulminaciji (sploh ne vzhaja).